# Григорій Сяноцький
Григорій Сяноцький (Григорій Петрович Стременчук, Григорій із Сянока) (лат. Gregorius Sanoceus; пол. Grzegorz z Sanoka, 1406, м. Сянік; тепер Республіка Польща — 1477, Рогатин) — польський церковний і політичний діяч, львівський архієпископ латинського обряду. Засновник першого гуманістичного гуртка на українських землях та в тогочасній Польщі.

## З життєпису
Народився 1406 в м. Сянік. Походив з шляхетської родини гербу Стшемє. Мав брата Павла, що носив прізвисько Длуґош. 
У 12-річному віці втік з дому через суворе ставлення до нього батька. Десять років провів у мандрах Польщею та Німеччиною, заробляючи переписуванням рукописів, співом та музикою; досконало, без акценту, розмовляв німецькою. 1428 року вступив до Яґеллонського університету в Кракові. 1433 року отримав ступінь бакалавра вільних мистецтв. У 1433—1437 роках був вихователем синів краківського воєводи Яна Тарновського, водночас почав писати власні літературні твори. В епітафії для короля Ягайла (1434 р.) сам себе назвав «Петрейдес» (лат. Petreides, ймовірно, під впливом гуманістичної моди).
1437 року переїхав до Риму, де 2 роки працював музикантом і копіїстом у канцелярії папи римського Євгенія IV. Відвідав Флоренцію, Феррару та Болонью, де запізнався з італійськими гуманістами.
Повернувся на батьківщину з великою приватною бібліотекою: переважно куплені ним в Італії або скопійовані в європейських бібліотеках видання, зокрема твори Боккаччо «Про генеалогію язичницьких богів». 1439 року отримав у Яґеллонському університеті ступінь маґістра вільних мистецтв за коментоване видання «Буколік» Верґілія. З 1440 року служив на парафії у Величці поблизу Кракова. Як капелан короля Владислава III Варненчика і нотаря королівської канцелярії брав участь в угорському (1440) і Варненському (1444) походах проти турків.
У 1444—1450 роках жив в Угорщині при дворі реґента, трансільванського воєводи Яноша Гуньяді, де працював вихователем його синів. Згодом опинився при дворі архієпископа Яноша Вітеза у Вараді (зараз Орадя, Румунія), де отримав посаду каноніка кафедральної капітули. В цей час зблизився з гуртком гуманістів з Болоньї (П. Верджера, Ф. Подакатарох, Мартин Русин з Журавиці). Повернувшись до 17 березня 1451 року за бажанням короля Казимира IV Ягеллончика був призначений латинським архієпископом Львова і 4 серпня того ж року рукоположений у Кракові.
У Дунаєві поблизу Львова облаштував архієпископську резиденцію, де заснував перший гуманістичний гурток на українських землях, до якого, зокрема, входив відомий італійський гуманіст Філіп Буонакорсі Калімах. Калімах тривалий час мешкав у домі Григорія Сяноцького, де часто зупинялися вчені та письменники. У нього також знайшов притулок інший європейський гуманіст — венецієць Марино Кондульмеро.
Після звернення посідача Підкаменя Петра Цебровського щодо заснування домініканського монастиря (тепер Монастир походження дерева Хреста Господнього, УГКЦ) сам приїхав сюди, в день Успіння Пречистої Діви Марії 1464 року спровадив сюди братів. Монахи осіли при костелі Успіння ПДМ, Св. Хреста, апостолів Петра і Павла та всіх святих.
У життєписі (лат. Vita et mores Gregorii Sanocei, 1476), що його склав Каллімах, Григорій Сяноцький постає як втілення гуманістичного ідеалу людини. Це майже єдине джерело відомостей про світогляд Г. Сяноцького, не позбавлене численних помилок і неточностей. За Каллімахом, Г. Сяноцький був еклектиком, поєднував епікуреїзм та стоїцизм, виступав проти арістотелівської схоластики та пояснення природних явищ з погляду теологічної концепції доцільності.
1464 року суддя Пйотр з Браніц та підсудок земський львівський Ян з Високого підтвердили продаж Міхалом зі Стрілищ свого частини свого села Медуха за 200 гривень звичної монети львівському архієпископу РКЦ Г. Сяноцькому. 1469 року було укладено угоду між Г. Сяноцьким та Миколаєм Карнковським з Медухи стосовно розмежування саджавок між Медухою та Библом (тепер Набережне, Галицький район).
Помер 1477 року в місті Рогатині (нині Івано-Франківської області, Україна).

### Філософська концепція
Г. Сяноцький першим на українських землях підтримав ідеї ренесансного гуманізму Італії й виступив проти схоластичної філософії, яку називав «сонним маренням наяву». З ім'ям Г. Сяноцького починається новий ренесансно-гуманістичний етап у філософії України та Польщі.

Основою своєї філософської концепції вважав тезу італійських гуманістів про повернення до античних першоджерел (ad fontes). Ці джерела, на його думку, слід було самостійного осмислити й вивчати в оригіналі, відкидаючи при цьому схоластичні псевдокоментарі. Важливою тезою Г. Сяноцького було унезалежнення науки від теології, світської від церковної влади за допомогою вчення про двоїсту істину. Сяноцький надавав перевагу раціональному обґрунтуванню релігійних істин: 
 Те, що не оперте на жодному розумовому доказі, є глупотою і не гідне того, аби в нього вірити
.
З ренесансного уявлення про людину як істоту, що поєднала в собі духовну і тілесну природу, Григорій Сяноцький робив висновок про необхідність гармонійного розвитку людини, її духу і тіла. Метою життя мало стати досягнення його повноти через самовиявлення. Визнавав рівність людей перед Богом. Пропагував думку, висловлену ще Данте й розвинуту італійськими гуманістами про те, що талант стоїть вище родової шляхетності.
Ступаючи крок за кроком уперед, люди позбавляються варварського стану завдяки своїй власній праці й самі є творцями власної долі.
Намагався реабілітувати не лише фізичну працю, яка зневажалася у феодальному суспільстві, але й цілі соціальні верстви, зокрема купців, ремісників, міщан, які «приносять своєю працею пожиток суспільству». Водночас гостро критикував соціальну верхівку за неробство.

## Творчість

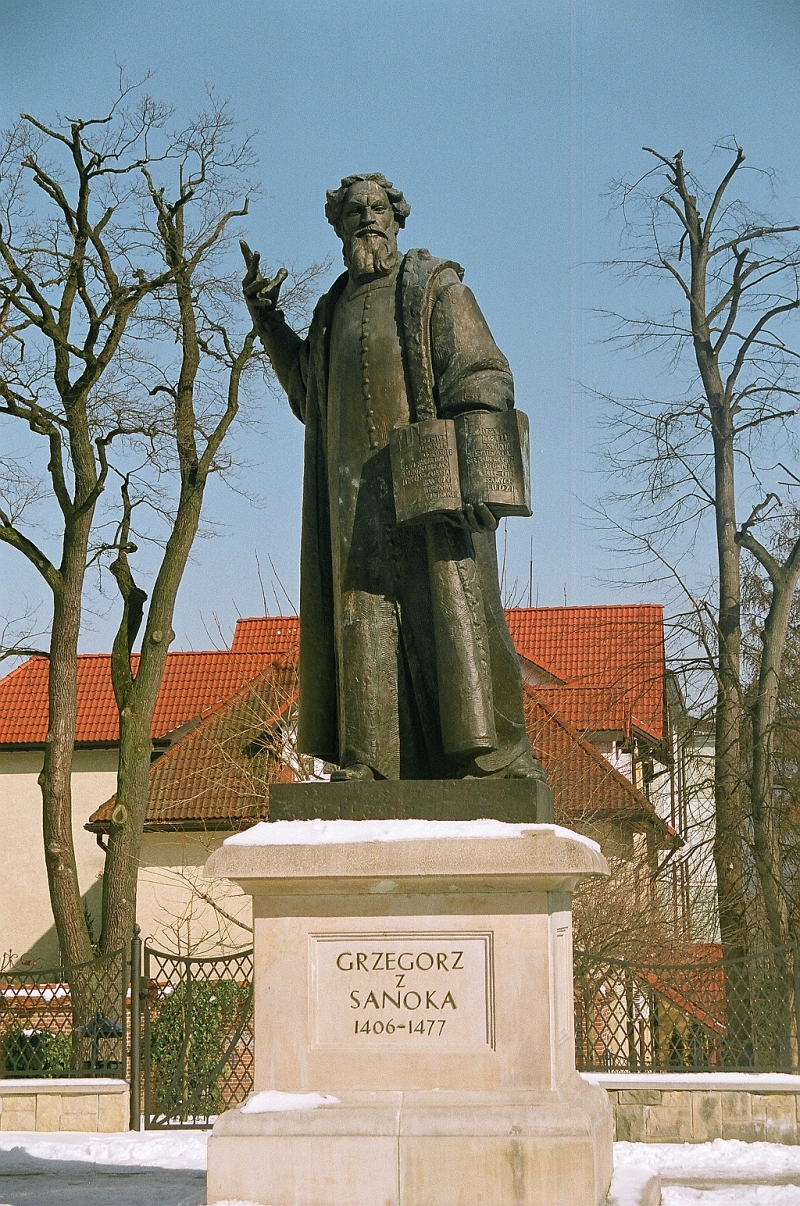
Пам'ятник Сяноцькому в місті Сянік

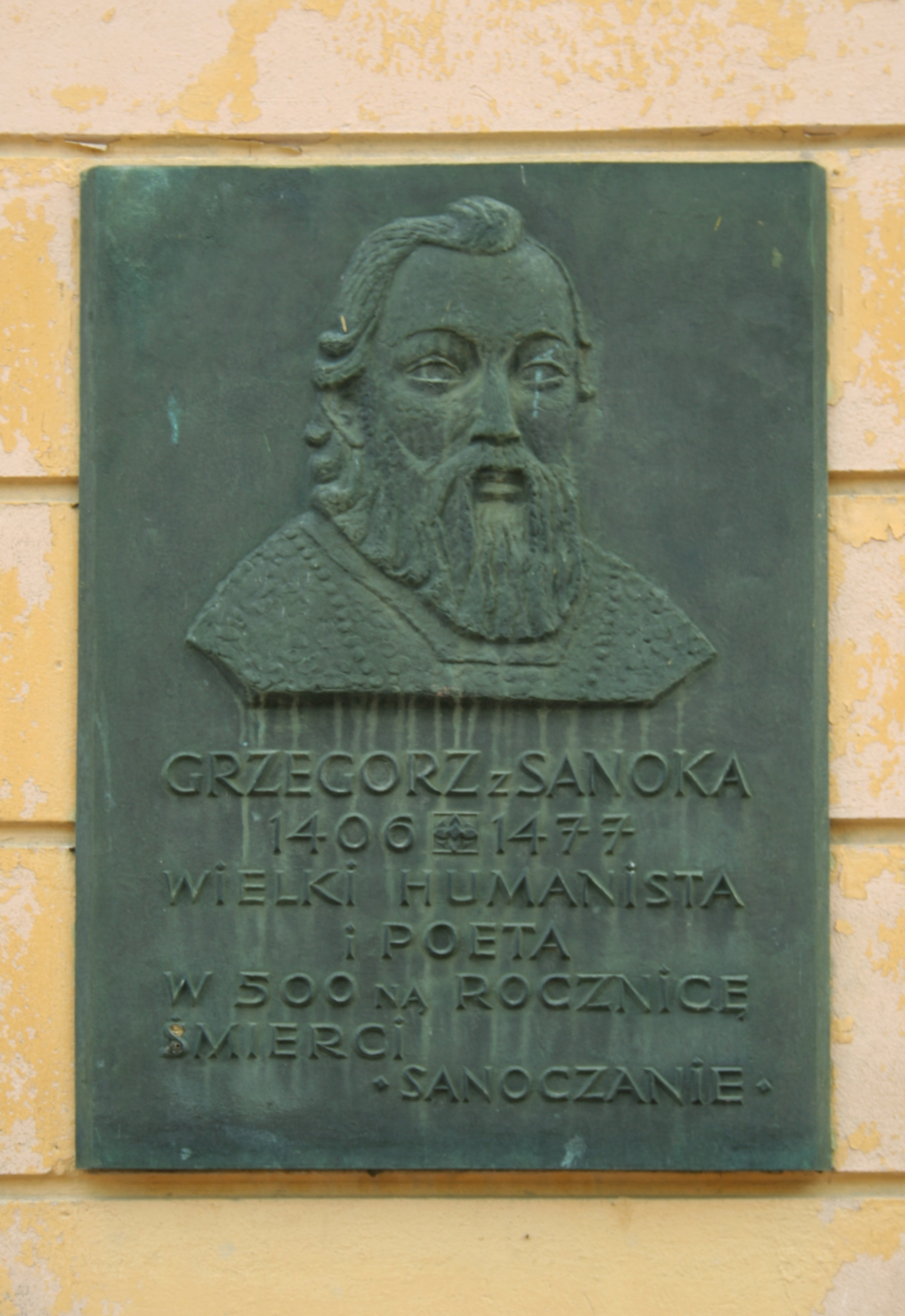
Меморіальна дошка на будинку по вулиці Замковій у Сяніку

Г. Сяноцький був автором комедій, стилізованих під твори Плавта, історичних творів (зокрема, про короля Владислава ІІ, 1431), елегій, епітафій, полемічних віршів та епіграм. Збереглося лише кілька віршів, зокрема вірш-епітафія на смерть короля Владислава ІІІ Варненчика і королеви Софії Гольшанської «Epitaphium regis Vladislai», а також уривок з полемічної поеми (1474), написаної у відповідь на антипольський пасквіль єпископа Габріеля з Ерлангена.

### Вибрані твори
- Epitaphium regis Wladislai per magistrum Gregorium de Sanok, powst. w 1434; tekst podał J. Długosz Annales…; wyd. zobacz J. Długosz, m.in. w Opera omnia, wyd. A. Przezdziecki, t. 13, Kraków 1870, s. 530—533; tekst z kodeksu Jana ze Słupcy ogł. A. Brückner «Średniowieczna poezja łacińska w Polsce», cz. 1, Rozprawy AU Wydział Filologiczny, t. 16 (1892), s. 335—338 i odb.
- Komedia na wzór Plauta, nieukończona przed wyjazdem do Włoch (1437), wiadomość podał F. Kallimach
- Epitafia dla dziada i stryja młodych Tarnowskich, zaginione, wiadomość podał F. Kallimach
- Epitafia na cześć prałatów waradyńskich, zaginione, wiadomość podał F. Kallimach
- Mowy pogrzebowe o zmarłych kanonikach waradyńskich, zaginione, wiadomość podał F. Kallimach
- De evocatione Vladislai regis ad regum Hungariae ac eius expeditionibus contra Turcos, zaginione, wiadomość zob. J. D. A. Janocki Janociana, t. 3, Warszawa 1819, s. 272, (dzieło historyczne w 2 księgach)
- Epigramaty do Fanni Świętochny, zaginione, wiadomość podał F. Kallimach
- Orationes, epistolae et carmina, wiadomość o kodeksie z XV w. wg relacji J. A. Załuskiego w archiwum kościoła metropolitalnego we Lwowie podał J. D. A. Janocki Janociana, t. 3, Warszawa 1819, s. 272
- Gregorius Sanoceus ad Callimachum, ogł. A. Miodoński «Philippi Callimachi et Gregorii Sanocei carminum corollarium», Rozprawy AU Wydział Filologiczny, t. 36 (1904), s. 405—406 i odb.
- Poemat polemiczny przeciw paszkwilowi Gabriela biskupa Erlau, powst. 1474, 2 wersy początkowe podał M. Miechowita Chronica Polonorum, Kraków 1519, ks. 4, rozdz. 63; 23 wersy końcowe z rękopisu Ossolineum ogł. H. Zeissberg «Zwei Gedichte über den unverrichteten Abzug der Polen von den Mauern Breslaus (1474)», Zeitschrift d. Vereins f. Geschichte u. Altertum Schlesiens, t. 10 (1870), s. 373—378; także przedr. J. Olasz «Szánoki Gergely», Irodalamtörténeti Közlemenények, Budapeszt 1903.

### Листи й матеріали
- Do Kazimierza Jagiellończyka, dat. 27 kwietnia 1472; do Zbigniewa Oleśnickiego młodszego, dat. 29 kwietnia 1472; do osoby nieznanej z nazwiska, dat. 29 kwietnia 1472; wyd. K. Liske Akta grodzkie i ziemskie, t. 9, Lwów 1883, epist. 76, 77, 78.
- Do papieża Pawła II, dat. 1465, ogł. A. Prochaska «Konfederacja lwowska 1464 r.», dodatek Kwartalnik Historyczny 1892, (wiadomości o innych listach zob. A. Nowicki Grzegorz z Sanoka. 1406—1477, Warszawa 1958
- Dokumenty do dziejów działalności publicznej Grzegorza z Sanoka — zob. Akta grodzkie i ziemskie, t. 2-16, Lwów 1870—1894
- Prawa dla poddanych — mieszkańców Dunajowa, zaginione, wiadomość podał F. Kallimach

### Твори, що приписуються Григорію Сяноцькому
- Carmen celebrans nomen Sophiae, Poloniae senioris reginae, Wladislai Lithuani, Poloniae regis derelictae, powst. 1641; epitafium (23 dystychy elegiackie) podał anonimowo J. Długosz Annales…; wyd. zobacz J. Długosz, m.in. w Opera omnia, wyd. A. Przezdziecki, t. 14, Kraków 1870, s. 328—329; przedr. P. Chmielowski. Złota przędza poetów i prozaików polskich. — Warszawa, 1887. — t. 4.